# زیردریایی کلاس آریهانت
سابمارین کلاس آریهانت (به انگلیسی: Arihant-class submarine) یک کلاس از زیردریایی است که طول آن ۱۱۲ متر (۳۶۷ فوت) می‌باشد. این اولین و تنها زیردریایی اتمی ساخت هند و مجهز به موشک های کروز اتمی می باشد.